# Ентеровірус людини D
Ентеровірус людини D (Enterovirus D) — вид ентеровірусу.

## Класифікація
Розрізняють 5 підтипів:
- Enterovirus 68: спричинює респіраторне захворювання, пов'язаний з гострим млявим паралічем — захворюванням, подібним до поліомієліту.
- Enterovirus 70: збудник гострого геморагічного кон'юнктивіту.
- Enterovirus 94: був пов'язаний з одним випадком млявого паралічу.
- Enterovirus 111: був пов'язаний з одним випадком млявого паралічу, а також виявлений у калі приматів.
- Enterovirus 120: був виявлений лише у фекаліях приматів.